# Trine Dyrholm
Trine Dyrholm (Odense, 1972. április 15.) dán énekesnő, színpadi és filmszínésznő.

## Élete

### Pályakezdése
1972-ben született Odense városában. Apja Arne Dyrholm, anyja Lisbeth Dyrholm, egy nővére van, Helle Dyrholm.
Nagyon fiatalon kezdett énekelni és koncerteken fellépni. Tizennégy évesen, 1987-ben a The Moonlighters együttessel fellépett a Dansk Melodi Grand Prix zenei vetélkedőn, az Eurovíziós Dalfesztivál dán nemzeti előválogatóján. A Danse i måneskin c. dalt adta elő, és harmadik helyezést ért el.

### Színművészi pályája
Nagykorúságát elérve, 1990-ben kapta első film-főszerepét Eddie Thomas Petersen rendező Áradás (Springflod) c. romantikus tinédzser-drámájában.  Jelentkezett az Állami Színiiskolára (Statens Teaterskole), amelyet 1995-ban sikerrel elvégzett, közben több filmben kapott mellék- és főszerepeket. Végzés után folyamatosan játszott színpadokon és mozifilmekben. Sikerrel mutatkozott be televíziós sorozatokban (Cecilia;  Lille John). Számos dán filmben szerepelt, így pl. az 1999-es  Kínában kutyát esznek-ben és a 2004-es Bűnök-ben (Forbrydelser), emellett német, brit és más nemzetközi sikerprodukciókban is gyakran tűnt fel, többek között a 2002-es német Bungalow c. filmdrámában. 1998-ban jelentős főszerepet kapott Thomas Vinterberg rendező Születésnap (Festen) című dán–svéd filmdrámájában, amely a családon belüli, elrejtett és eltitkolt erőszak következményeit dolgozza fel, a skandináv filmgyártásra jellemző, kíméletlenül őszinte eszközökkel. Pia szerepe meghatározta Dyrholm későbbi pályáját. Filmbéli partnerei Thomas Bo Larsen et Ulrich Thomsen voltak, akikkel először 1996-ban, a De nye lejere („Hősök”) c. rövidfilmben szerepelt együtt.
A 2000-es évek elején énekesnőként vendégszereplést vállalt Koppenhága egyik elővárosában, Klampenborgban, a Bellevue Színház Mr. Nice Guy című nagy sikerű dán show-műsor-sorozatában, amelynek főszereplői az Anders fivérek und Peter Lund Madsen voltak. Itt előadott három dalából kislemez készült, mely  2004. december 17-én felkerült a dániai slágerlistákra. Fél évvel később példátlan sikert aratott: 2005. június végén a listák élére jutott, majd egy és háromnegyed éven át, 2007. április első hetéig megszakítás nélkül a listák első öt helyezettje között állt.
Erőteljes drámai szerepeket tudott eljátszani, erős szenvedélyeket átélni és megjeleníteni. Gyakran alakított erős akaratú, önállóan cselekvő, veszélyes helyzetbe jutott nőt, mint Annette K. Olesen rendező 2004-es  Bűnök (Forbrydelser) c. drámájában Kate börtönkáplánt. Megtört szívű asszonyt jelenített meg Pernille Fischer Christensen rendező 2006-os Szappanoperában.  2008-ban Erik Poppe rendező, emlékezve Dyrholm 1998-as Születésnap-ban nyújtott alakítására, újabb kemény karakterű főszerepet kínált neki a deUsynlige („Láthatatlan”) című pszichodrámában, ahol egy anya keresi fiának vélt gyilkosait. Két évvel később, 2010-ben Susanne Bier rendezőnő Egy jobb világ (Hævnen) c. filmjében újabb drámai főszerepet adott neki. (A film eredeti dán címe „bosszút” jelent). Két család háborújában Marianne-t játszotta, elvált férjét Mikael Persbrandt alakította. A film 2010-ben elnyerte a legjobb idegen nyelvű filmnek járó Oscar-díjat.
2012-ben Susanne Bier újabb főszerepet juttatott Dyrholmnak, ezúttal a könnyed, romantikus műfajban, a Csak a szerelem számít (Love is all you need) című filmjében. Az olaszos jellegű vígjátékban Pierce Brosnan oldalán játszott. 
Még ebben az évben egy komor történelmi filmdrámában, Nikolaj Arcel rendező dán-svéd-német-cseh koprodukcióban készült Egy veszedelmes viszony (En kongelig affære) című filmjében, amely a 18. századi dán történelem egy tragikus epizódját, Johann Struensee orvosnak, felvilágosult reformernek és Hannoveri Karolina Matilda dán királynőnek (a mentálisan beteg VII. Keresztély dán király feleségének) végzetes szerelmét dolgozza fel. A szeretőket Mads Mikkelsen és Alicia Vikander játszotta. Trine Dyrholm az özvegy anyakirálynét, a démonian gonosznak ábrázolt Braunschweigi Julianna Máriát alakította, aki hatalmi féltékenységből megszervezi Struensee kivégzését, és Karolina Matilda száműzését.
2014-ben ismét egy kemény karaktert alakított, Hanne Lindberg Europol-nyomozót, Baran bo Odar svájci születésű (de magát „nem-svájcinak” valló) német rendező Who Am I: Egy rendszer sincs biztonságban (Who Am I – Kein System ist sicher) című techno-thrillerjében, ahol egy terrorista hackercsoport mér csapásokat a világ számítógépes rendszereire. 
2015-ben Dyrholm szerepelt May el-Toukhy rendezőnő Egy szó, mint száz: szerelem! (Lang historie kort) című romantikus dráma-vígjátékában; amely több önálló történetben taglalja különféle párok zűrös szerelmi ügyeit.
2014-ben Dyrholm tagja volt Berlini Nemzetközi Filmfesztivál (Berlinale) zsűrijének.
2016-ban Thomas Vinterberg dán rendező A kommuna (Kollektivet) társadalmi drámájában kapott főszerepet, amely a korai 70-es években kirobbant gyors társadalmi és erkölcsi liberalizálódásról, a lazuló családi kötelékek és az új együttélési formák (kommunák) problémáját vizsgálja. A filmbeli Anna alakításáért Dyrholm a 2016-os Berlinále fesztiválon megkapta a legjobb női főszereplőnek járó Ezüst Medve díjat. 2018-ban meghívták a 75. Velencei Nemzetközi Filmfesztivál zsűrijébe.
Tehetséggel jelenít meg veszedelmes csábító, szenvedélytől elvakult személyiséget is. 2019-ben May el-Toukhy rendező családi drámájában, a Szívek királynőjében (Dronningen) egy jól menő, sikeres ügyvédnőt és családanyát alakít, aki mostohafiával létesít testi kapcsolatot, szétrombolja családját, karrierjét, végül tragédiába hajszolja a sérült lelkű fiút is.
2020-ban Dyrholm parádés főszerepet játszott Charlotte Sieling rendező Az észak királynője (Margrete den første) című nagyívű középkori történelmi drámájában, ahol I. Margitot, Dánia, Norvégia és Svédország királynőjét formálta meg, aki a kalmari unió körüli politikai intrikák hálója ellen küzd. A film 2021-es dániai bemutatóját megtekintette Dánia hivatalban lévő uralkodója, II. Margit királynő is.

### Magánélete
2000 körül az Østre Gasværk Színházban dolgozott (Koppenhága Østerbro kerületében), ekkor Lars Kaalund színházrendezővel élt. 2005-ben Niclas Bendixen színházi rendezővel, koreográfussal lépett élettársi kapcsolatra. 2007-ben született egy közös fiuk, Axel Dyrholm Bendixen.

## Fontosabb filmszerepei

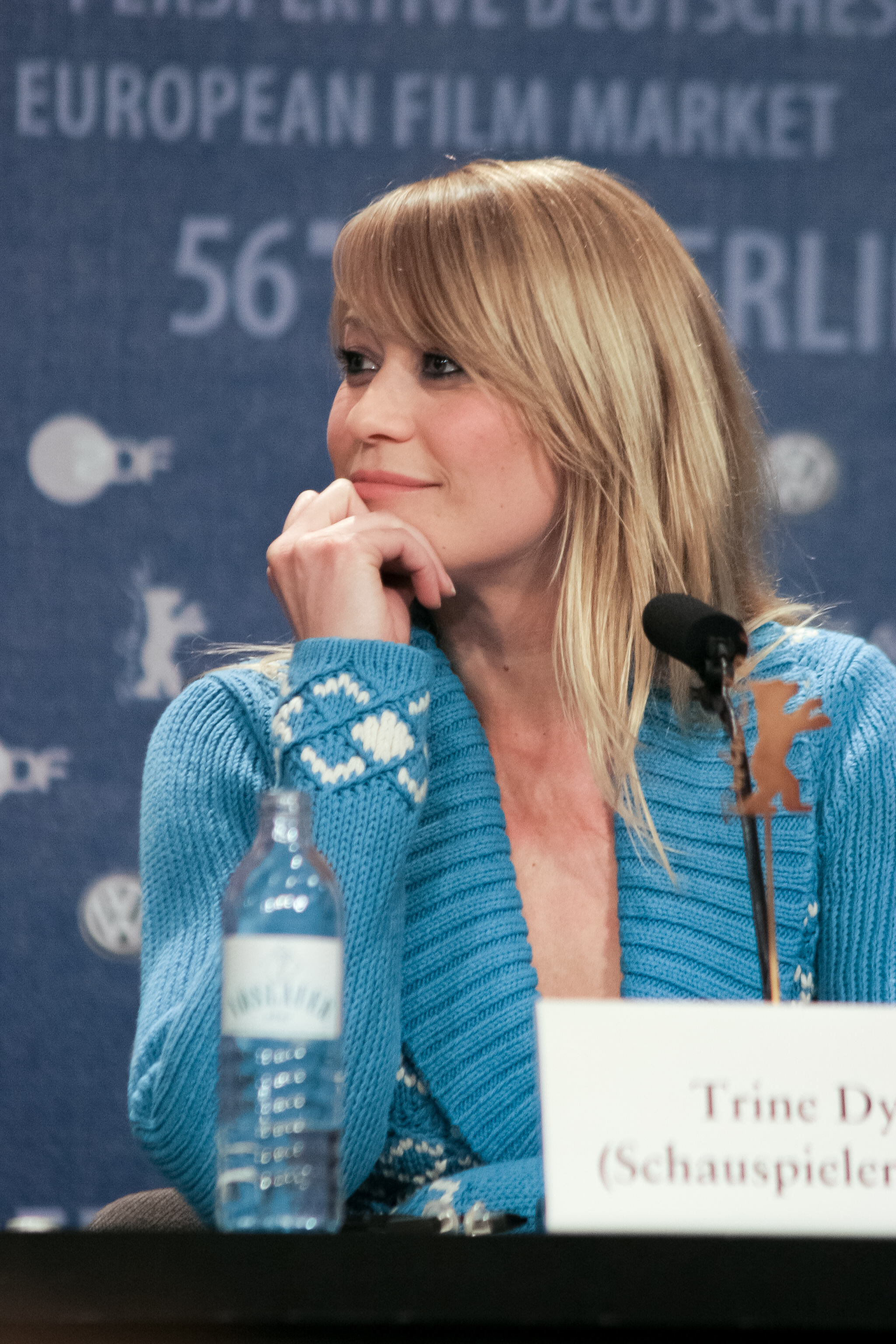
Dyrholm a 2006-os Berlinale fesztiválon, a Szappanopera (En soap) bemutatóján

- 1990: Áradás (Springflod); Pauline
- 1990: Casanova; Gurli
- 1995: Lille John; tévéfilm; Pernille
- 1996: De største helte; Pernille
- 1998: Születésnap (Festen); Pia
- 1997-1999: Taxa; tévésorozat; 35 epizódban; Stine Jensen
- 1999: Kínában kutyát esznek (I Kina spiser de hunde); Hanne
- 2001: P.O.V.; Kamilla
- 2002: Bungalow; Lene
- 2002: Oké! (Okay); Trisse
- 2003: Ikrek (Tvilling); Julie
- 2004: Bűnök (Forbrydelser); Kate
- 2005: A nagy nap (Den store dag); Signe
- 2005: Mocskos ügyek (Fluerne på væggen); My Larsen
- 2006: Szappanopera (En soap); Charlotte
- 2007: Daisy Diamond; Eva
- 2008: deUsynlige; Agnes
- 2008: Lille soldat; Lotte
- 2010: Egy jobb világ (Hævnen); Marianne
- 2011: Inspektor Barbarotti, német-olasz tévésorozat, egy epizódban; Eva Backman
- 2011: Room 304 (Værelse 304); Helene
- 2012: Egy veszedelmes viszony (En kongelig affære); Julianna Mária anyakirályné
- 2012: Csak a szerelem számít (Den skaldede frisør/Love is All You Need); Ida
- 2013: 3096 Tage (3096 Days), német filmdráma; Natascha Kampusch anyja
- 2013: A mesterlövész (Skytten); Mia Moesgaard
- 2014: The Cut; német-francia-olasz-török koprodukció; árvaszéki tisztviselőnő
- 2014: Who Am I: Egy rendszer sincs biztonságban (Who Am I - Kein System ist sicher); Hanne Lindberg
- 2015: Egy szó, mint száz: szerelem! (Lang historie kort); Anette
- 2016: A kommuna (Kollektivet); Anna
- 2017–2017: Örökösök (Arvingerne); tévésorozat; 26 epizódban; Gro Grønnegaard (rendező is)
- 2017: Du forsvinder / You Disappear; Mia Halling
- 2017: Nico, 1988; olasz-belga film; Christa Päffgen (aka Nico)
- 2018: Az ifjú AStrid (Unga Astrid); Marie
- 2018: Endzeit; kertészlány
- 2018: Ditte & Louise; önmaga
- 2018: X&Y; önmaga
- 2019: Szívek királynője (Dronningen); Anne
- 2019: Brecht; német-osztrák-cseh film; Ruth Berlau
- 2019-től: Die Neue Zeit, német tévé-minisorozat; 6 epizódban; Stine Branderup
- 2019: Psychosia; Dr. Klein
- 2020: Erna i krig / Erna at War; Erna Jensen
- 2021: Az észak királynője (Margrete den første); Margit királynő
- 2019-2021: Forhøret; tévésorozat; 11 epizódban; Susanne Egholm

## Filmrendezései
- 2017–2017: Örökösök (Arvingerne); tévésorozat; 26 epizódban (színész is)

## Elismerései, díjai
- 1991–2021 között többször is elnyerte Dánia legrégebbi filmes díját, a Bodil-díjat, továbbá a Robert-díjat és a Lauritzen-díjat is. A legjobb női főszereplőnőnek járó „Bodilt” a dán színésznők közül ő kapta meg a legtöbbször.
- A 2016-os Berlinale fesztiválon megkapta a legjobb női főszereplőnek járó Ezüst Medve díjat, Anna alakításáért Thomas Vinterberg A kommuna (Kollektivet) című filmdrámájában.